# Gavin de Beer
Gavin Rylands de Beer (Malden (nu deel van Londen), 1 november 1899 - Alfriston (Wealden), 21 juni 1972) was een Brits evolutionair embryoloog.

## Werk
De Beer heeft vooral verdiensten op het gebied van de experimentele embryologie, vanuit evolutionair perspectief. Hij werkte ook op het gebied van de paleo-ornithologie, en deed onderzoek naar neotenie.
Na zijn pensioen schreef De Beer verschillende werken over Darwin en Atlas of Evolution.

## Academisch leven
Hoewel De Beer geboren werd in Engeland, bracht hij zijn jeugd door in Frankrijk. Daar bezocht hij de École Pascal in Parijs. Vervolgens studeerde De Beer op de 'Harrow School' in Londen en aan het Magdalen College van de Universiteit van Oxford, waar hij in 1921 afstudeerde in de zoölogie. Kort daarna begon hij les te geven op de afdeling zoölogie. Na een tijd als 'reader' (een functie tussen lecturer en hoogleraar) aan University College London gewerkt te hebben, werd hij in 1945 hoogleraar zoölogie.

## Erkenning
De Beer werd in 1940 verkozen tot Fellow of the Royal Society en ontving in 1958 daarvan de Darwin Medal. Van 1946 tot 1949 was De Beer voorzitter van de Linnean Society of London, waarvan hij in 1958 de Linnean Medal ontving. Van 1950 tot 1960 was hij hoofd van het British Museum (Natural History), nu het Natural History Museum. In 1954 werd hij geridderd.